# Noyelles-lès-Vermelles
Noyelles-lès-Vermelles és un municipi francès situat al departament del Pas de Calais i a la regió dels Alts de França. L'any 2007 tenia 2.033 habitants.

## Demografia

### Població
El 2007 la població de fet de Noyelles-lès-Vermelles era de 2.033 persones. Hi havia 716 famílies de les quals 149 eren unipersonals (46 homes vivint sols i 103 dones vivint soles), 189 parelles sense fills, 325 parelles amb fills i 53 famílies monoparentals amb fills.
La població ha evolucionat segons el següent gràfic:
Habitants censats

### Habitatges
El 2007 hi havia 766 habitatges, 734 eren l'habitatge principal de la família i 32 estaven desocupats. 693 eren cases i 70 eren apartaments. Dels 734 habitatges principals, 411 estaven ocupats pels seus propietaris, 304 estaven llogats i ocupats pels llogaters i 19 estaven cedits a títol gratuït; 1 tenia una cambra, 53 en tenien dues, 95 en tenien tres, 195 en tenien quatre i 390 en tenien cinc o més. 631 habitatges disposaven pel capbaix d'una plaça de pàrquing. A 369 habitatges hi havia un automòbil i a 280 n'hi havia dos o més.

### Piràmide de població
La piràmide de població per edats i sexe el 2009 era:
| Homes | Edats   | Dones |
| ----- | ------- | ----- |
| 4     | 95 o +  | 0     |
| 0     | 90 a 94 | 16    |
| 0     | 85 a 89 | 8     |
| 4     | 80 a 84 | 16    |
| 12    | 75 a 79 | 16    |
| 24    | 70 a 74 | 36    |
| 44    | 65 a 69 | 32    |
| 48    | 60 a 64 | 36    |
| 20    | 55 a 59 | 28    |
| 76    | 50 a 54 | 52    |
| 68    | 45 a 49 | 100   |
| 72    | 40 a 44 | 96    |
| 104   | 35 a 39 | 52    |
| 72    | 30 a 34 | 60    |
| 48    | 25 a 29 | 60    |
| 92    | 20 a 24 | 72    |
| 80    | 15 a 19 | 88    |
| 60    | 10 a 14 | 80    |
| 68    | 5 a 9   | 80    |
| 48    | 0 a 4   | 68    |

## Economia
El 2007 la població en edat de treballar era de 1.344 persones, 928 eren actives i 416 eren inactives. De les 928 persones actives 786 estaven ocupades (451 homes i 335 dones) i 142 estaven aturades (72 homes i 70 dones). De les 416 persones inactives 89 estaven jubilades, 145 estaven estudiant i 182 estaven classificades com a «altres inactius».

### Ingressos
El 2009 a Noyelles-lès-Vermelles hi havia 788 unitats fiscals que integraven 2.124,5 persones, la mediana anual d'ingressos fiscals per persona era de 15.799 €.

### Activitats econòmiques
Dels 42 establiments que hi havia el 2007, 1 era d'una empresa alimentària, 1 d'una empresa de fabricació d'altres productes industrials, 9 d'empreses de construcció, 10 d'empreses de comerç i reparació d'automòbils, 3 d'empreses de transport, 5 d'empreses d'hostatgeria i restauració, 2 d'empreses de serveis, 9 d'entitats de l'administració pública i 2 d'empreses classificades com a «altres activitats de serveis».
Dels 15 establiments de servei als particulars que hi havia el 2009, 1 era una oficina de correu, 2 tallers de reparació d'automòbils i de material agrícola, 3 paletes, 2 guixaires pintors, 2 fusteries, 1 lampisteria, 2 perruqueries i 2 restaurants.
Dels 2 establiments comercials que hi havia el 2009, 1 era una botiga de menys de 120 m² i 1 una fleca.

## Equipaments sanitaris i escolars
El 2009 hi havia 1 escola maternal i 1 escola elemental.

## Poblacions més properes
El següent diagrama mostra les poblacions més properes.